# Гура Вулканеј (Дамбовица)
Гура Вулканеј (рум. Gura Vulcanei) насеље је у Румунији у округу Дамбовица у општини Вулкана-Панделе. Oпштина се налази на надморској висини од 354 m.

## Становништво
Према подацима из 2002. године у насељу је живело 1348 становника, од којих су сви румунске националности.